# Försvarsfrämjandet (Finland)
Försvarsfrämjandet (finska: Maanpuolustuksen tuki) är en finländsk förening som grundades 1951 i Helsingfors av ett antal personer i ledande ställning inom näringslivet. 
Organisationen har till syfte att främja försvarsförmågan och försvarstänkandet och arrangerar för detta ändamål penninginsamlingar samt mottar donationer och testamenten till förmån för sina medlemsorganisationer, vilka är var Finlands reservofficersförbund, Reservistförbundet-Reservunderofficersförbundet, Försvarsgillenas förbund, föreningen Försvarsutbildning och Kvinnornas beredskapsförbund. Försvarsfrämjandet ansvarar därmed för den riksomfattande insamlingen och fördelningen av de medel som behövs för det frivilliga försvarsarbetet. Det sammanlagda antalet enskilda medlemmar i bakgrundsorganisationerna uppgår till omkring 350 000.